# Punta de Vall de Sanç
La Punta de Vall de Sanç és una muntanya de 287 metres que es troba entre els municipis de Flix i de Riba-roja d'Ebre, a la comarca catalana de la Ribera d'Ebre.